# Can Sunyer (Sant Julià de Vilatorta)
Can Sunyer és una casa al nucli urbà de Sant Julià de Vilatorta (Osona). No tenim data de la construcció de la casa ni sabem quins mestres d'obres la va construir però podem observar que es tracta d'una bonica construcció modernista.
És una casa de planta rectangular coberta a dues vessants amb el carener paral·lel a la façana orientada a migdia. Consta de planta baixa i dos pisos. El segon pis, per la part de ponent, té una terrassa protegida per baranes de forma sinuosa, amb un relleu al mig de ceràmica vidriada amb la imatge de Sant Josep. A la planta s'hi obre un portal d'arc rebaixat i un portalet rectangular a cada costat. Al primer pis hi ha un balconet central amb barana i a cada costat s'hi obre una finestra també amb barana. Totes les obertures són de corades amb totxo, còdols de riu i trossets de ceràmica vidriada de color blau elèctric. L'estat de conservació és bo.